# Fulgencio Aquino
Fulgencio Aquino (Sabaneta, 1 de enero de 1915 - Guatire, 21 de julio de 1994) fue un músico y compositor venezolano destacado en la interpretación del arpa tuyera.

## Biografía
A muy temprana edad trabajó como carpintero, carbonero y comerciante. A pesar de sus diferentes labores, nunca abandonó su amor por la música. Desde los diez años comenzó a tocar, junto a su hermano Melquíades, el arpa tuyera. Instrumento que lo hizo famoso dada su gran habilidad en su ejecución.
En 1929, a los catorce años tuvo su primera presentación en público. En poco tiempo, Fulgencio Aquino contribuyó a la difusión del arpa y la promoción del golpe tuyero, el pajarillo, la Marisela, la refalosa, la revuelta e importantes géneros musicales del joropo mirandino.
En 1950, conoció al cantante y compositor Margarito Aristiguieta, así como a Manuel María Pacheco (conocido como el Turpial Mirandino), compositor e intérprete de El Gato Enmochilado, con quienes forma dúos que se hacen famosos dentro y fuera del país.
Para 1992, Fulgencio Aquino ya contaba con 67 años de vida artística, además había grabado seis discos comerciales y otros seis que han producido diversas disqueras del país. Según lo expresado por el propio Aquino, "El gato enmochilado", la más conocida de sus composiciones, "es la que más se ha escuchado no porque sea la mejor, sino porque es la que más ha gustado al público". Como reconocimiento a su importante trayectoria, recibió numerosas condecoraciones, entre otras: Orden Andrés Bello en segunda clase, Diego de Lozada en primera clase, también fue designado como «Patrimonio Cultural Viviente» del municipio Guaicaipuro del estado Miranda.
Aquino contribuyó a divulgar el joropo tuyero en escuelas, liceos, universidades y plazas de Venezuela, a las que representó en Jamaica, Barbados, Antigua, Puerto Rico, Panamá, Ecuador y Brasil.
El 19 de julio de 1992, se llevó a cabo en el Aula Magna de la Universidad Central de Venezuela, un homenaje a Aquino, donde participaron los grupos musicales Serenata Guayanesa, Un Solo Pueblo y El Cuarteto, y los cantantes Gualberto Ibarreto, Mario Díaz, Pedro Castro y Vidal Colmenares, además del grupo infantil La Zaranda, perteneciente a la Fundación Bigott.
Fulgencio Aquino murió en Guatire, estado Miranda, el 21 de julio de 1994, tenía 79 años. Dejó su legado musical a su hijo Juan José Aquino, arpista del joropo mirandino.